# Kamil Brabenec
Kamil Brabenec, né le 4 février 1951 à Znaïm, en Tchécoslovaquie, est un ancien joueur et entraîneur tchécoslovaque de basket-ball. Il évolue durant sa carrière aux postes d'arrière et d'ailier.

## Palmarès
- Finaliste du championnat d'Europe 1985
- 3e du championnat d'Europe 1977 et 1981